# 桂蝶太
桂 蝶太（かつら ちょうた、1952年4月20日 - 1988年9月27日）は、三重県出身の落語家・落語作家。本名∶宇都宮 正。

## 人物
大阪市立大学文学部中退。大学に在学していた1975年3月に2代目桂春蝶に入門し、蝶太を名乗る。1976年にトップホットシアターにて初舞台。 
『壱両長者』などの新作を手がけ、新たな境地を開いた。1985年に師匠である春蝶など周囲の勧めで「かつら ちょうた」を逆さまにした「ちょうた かつら」に漢字をあてた「長田 勝良」（読みはおさだ かつよし）の名で、落語と落語作家の二束のわらじで活動する。特に落語会のプロデュース新作の創作に優れた。
春蝶一門および春団治一門の後継者として嘱望されていたが、1988年に激症性膵炎のため急死。36歳没。師匠である春蝶（1993年没）よりも先の死であった。